# El divino Narciso (loa)
La Loa al Divino Narciso antecede al auto sacramental El divino Narciso, de Sor Juana Inés de la Cruz. Fue publicado, y se representó por primera vez, en 1689. Inicia con un canto de tocotín.
En un mundo de metáforas a lo divino, con personajes que son entelequias, la poetisa, a más de mostrar su conocimiento de los ritos prehispánicos —abrevado en Juan de Torquemada—, hace una elucubración para mostrar que la religión azteca era, en esencia, la «verdadera» religión y que por eso la evangelización no solo había sido posible, sino fácil. Los antiguos mexicanos adoraban al Gran Dios de las Semillas, al Señor de los Mantenimientos; el que hace pródigos los campos, el dios se hace presente y es comido. Así, en la loa, cuando el Celo ha vencido al Occidente y a la América por las armas, la Religión interviene para convencer y advierten los personajes americanos que aunque el demonio haya tergiversado las verdades divinas, la creencia en el Dios todopoderoso y las formas de culto se mantuvieron entre los indios. Evidentemente, más que ser un simple juego alegórico, la loa sorjuanesca tiene el propósito de enaltecer a los antiguos pobladores del Anáhuac incluso en el punto más delicado: el religioso, pues el timbre de infamia jamás borrado era el de la idolatría. Con ello, Sor Juana pone en duda la utilidad de la conquista, por lo menos en su aspecto militar.